# Arquèloc
Arquèloc (grec antic: Ἀρχέλοχος) va ser un heroi troià fill d'Antènor i possiblement de Teano, la princesa tràcia. Era un dels dirigents, juntament amb els seus germans Acames i Enees, de les tropes de dardànies que van lluitar contra els aqueus a la guerra de Troia.
Segons la Ilíada, Arquèloc i els seus germans eren els tres caps d'una de les cinc divisions en què es va organitzar l'exèrcit de Troia. Més endavant, el poema diu que va ser mort per Àiax el Gran, el fill de Telamó: quan Àiax va atacar amb una llança a Polidamant, aquest va saltar cap a un costat, i Arquèloc va rebre la llança. Com que els déus havien decidit la seva mort, la llança li va entrar per la unió del cap i del coll a la part més alta de la columna vertebral.